# البنك الوطني الدنماركي
 يعد البنك الوطني الدنماركي (باللغة الدنماركية البسيطة Nationalbanken ) هو البنك المركزي لمملكة الدنمارك. وهو ليس ضمن منطقة اليورو، بل عضو في النظام الأوروبي للبنوك المركزية ( ESCB ). منذ إنشائه عام 1818، كان هدف البنك الوطني كمؤسسة مستقلة وذات مصداقية هو إصدار العملة الدنماركية ( الكرونة ) وضمان استقرارها. يتحمل مجلس المحافظين المسؤولية الكاملة عن السياسة النقدية.
صمّم المبنى الذي يضم مقر البنك المهندس المعماري الشهير آرني جاكوبسن، بالتعاون مع هانز ديسينج وأوتو ويتلينغ. بعد وفاة جاكوبسن، تولى مكتبه، الذي أعيد تسميته باسم ديسينغ + يتيلينغ، إكمال البناء.
يتولى البنك الوطني الدنماركي جميع الوظائف المتعلقة بإدارة دين الحكومة المركزية الدانمركية. ومن المقرر تقسيم المسؤولية في اتفاق بين وزارة المالية في الدنمارك والوطني الدانمركي.
الأوراق النقدية المطبوعة في البنكنوت الأشغال الطباعة الوطني الدنمركية وجزر فارو. انتهى هذا في 20 ديسمبر 2016، وتم الاستعانة بمصادر خارجية لطباعة الأوراق النقدية بسبب انخفاض الطلب على النقد،  وتخفيض المصاريف بمقدار 100 مليون كرونر حتى عام 2020.

## روابط خارجية
- الموقع الرسمي